# Nakoula Basseley Nakoula
Nakoula Basseley Nakoula (* 20. Juli 1957 in Ägypten) ist ein ägyptisch-amerikanischer Autor, Produzent und Regisseur, der international unter dem Pseudonym Sam Bacile als Produzent des Films Innocence of Muslims bekannt wurde. Er ist nach eigenen Angaben Mitglied der Koptischen Kirche in Ägypten.

## Leben
Nakoula immigrierte in die Vereinigten Staaten und wurde US-Bürger. Laut der Nachrichtenagentur Associated Press kämpfte er mit einer Serie finanzieller Probleme und wurde wegen Finanzdelikten zu mehreren Strafen verurteilt, darunter eine Pfändung über 106.000 US-Dollar gegen ihn im Jahr 1997 und eine Steuerpfändung über 191.000 US-Dollar im Jahr 2006.
Nakoula besaß eine Tankstelle, auf deren Betrieb das California State Board of Equalization bereits zwischen 1989 und 1992 Pfändungen aufgrund von Steuer- und Zinsschulden sowie von Geldstrafen verhängt hatte. Im Jahre 2010 wurde er unter anderem wegen Bankbetrugs zu einer mehrmonatigen Haftstrafe verurteilt. Auch wurde ihm zu diesem Zeitpunkt der Zugang zum Internet für fünf Jahre verboten.
Nakoula lebte im Spätsommer 2012 in Cerritos, Kalifornien in der Nähe von Los Angeles. Dort lebte auch sein Sohn Abanoub Basseley, der die Schauspieler des Films Innocence of Muslims bezahlte.
Nakoula ist koptisch-christlichen Glaubens.

### Vorstrafen
The Daily Beast berichtete, dass Nakoula 1997 durch das Los Angeles County Sheriff’s Department festgenommen wurde, nachdem bei ihm Ausgangsstoffe für Methamphetamin (auch Crystal Meth genannt) und über 40.000 US-Dollar Bargeld in kleinen Scheinen gefunden wurden. Er wurde wegen versuchter Drogenproduktion angeklagt. Er bekannte sich schuldig und bekam eine Freiheitsstrafe von vier Jahren, von denen die letzten drei zur Bewährung ausgesetzt wurden. Die Haftstrafe saß er im Los Angeles County Jail ab. Im Jahr 2000 erklärte er seine Insolvenz. Aufgrund von Verstößen gegen Bewährungsauflagen kam er 2002 für ein weiteres Jahr in Haft.
Im Jahr 2010 erhob Nakoula keinen Widerspruch gegen Bundesstrafen wegen Finanzbetrugs in Kalifornien und wurde angewiesen, 794.701 US-Dollar an Entschädigungen zu zahlen. Nakoula eröffnete Bankkonten mit falschen Identitäten und Sozialversicherungsnummern, unter anderem der eines sechsjährigen Kindes, und platzierte Schecks von diesen Konten und hob Geld an Geldautomaten ab. Er bekam eine weitere Haftstrafe über 21 Monate im Bundesgefängnis. Nakoula hatte einen Arabisch-Dolmetscher während der Verhandlungen seiner Strafsachen vor Gericht angefordert.
Gegen Haftverkürzung lieferte Nakoula den Bundesbehörden in einer Serie von Gesprächen Einzelheiten über die Organisation des Scheckbetrügerrings.
Nakoula wurde im Juni 2011 aus seiner Gefängnishaft in eine Übergangseinrichtung entlassen. Er bekam die Auflage, keine Computer oder das Internet über einen Zeitraum von fünf Jahren ohne Erlaubnis seines Bewährungshelfers zu nutzen. Aus der Übergangseinrichtung wurde Nakoula entlassen, fünf Wochen bevor er Innocence of Muslims filmte. Am 27. September 2012 wurde er wegen möglicher Verletzungen der Bewährungsauflagen, und weil er laut US-Bundesrichterin Suzanne Segal eine „gewisse Gefahr für die Allgemeinheit“ darstelle, verhaftet. Am 7. November 2012 wurde er schließlich aufgrund von Verstößen gegen vier seiner acht Bewährungsauflagen zu einer Freiheitsstrafe von einem Jahr verurteilt.

### Innocence of Muslims
Die im Internet veröffentlichten Trailer des Films wurden nach ihrer Synchronisation ins Arabische zum Anlass für schwere Ausschreitungen gegen US-amerikanische Botschaften und andere westliche Einrichtungen in  islamischen Ländern seit dem 11. September 2012.
Der von ihm produzierte Film Innocence of Muslims wurde aufgrund der Ausschnitte, die in mehreren Sprachversionen auf das Videoportal YouTube hochgeladen wurden, von zahlreichen Medien inhaltlich als antiislamisch und inszenatorisch als laienhaft eingestuft. Nakoula räumte am 13. September 2012 ein, den Film produziert zu haben und erklärte, ihn nicht zu bereuen.
Am 18. September erstellte der ägyptische Imam Ahmed Fuad Aschusch eine Fatwa über den Film. Er rief dazu auf, dass „alle jungen Muslime in den USA und in Europa aufgerufen sind, die Macher und Schauspieler des Films sowie alle, die zu seiner Verbreitung beitrugen, wegen Verunglimpfung des Propheten Mohammed umzubringen“. Die radikal-islamistische Fatwa wurde in mehreren dschihadistischen Foren im Internet veröffentlicht. Die Fatwa ist nach islamischen Rechtsvorschriften nicht rechtsgültig, da der bisher unbekannte Imam kein Mufti ist.
Der pakistanische Minister für das Eisenbahnwesen Ghulam Ahmad Bilour setzte am 22. September 2012 für denjenigen, der Nakoula töte, ein Kopfgeld von 100.000 Dollar aus. Ein Sprecher von Pakistans Premierminister Raja Pervez Ashraf und Bilours Partei distanzierten sich unmittelbar danach von dem Aufruf, beließen den Minister jedoch trotz Mordaufrufs im pakistanischen Kabinett.
Im November 2012 wurden Nakoula und sechs weitere Christen von einem ägyptischen Gericht wegen Beteiligung an der Herstellung des Films in Abwesenheit zum Tode verurteilt.